# Murakami, Niigata
Murakami (tiếng Nhật: 村上市 Mu-la-kha-mi) là một thành phố thuộc tỉnh Niigata, Nhật Bản.